# Biathlongewehr

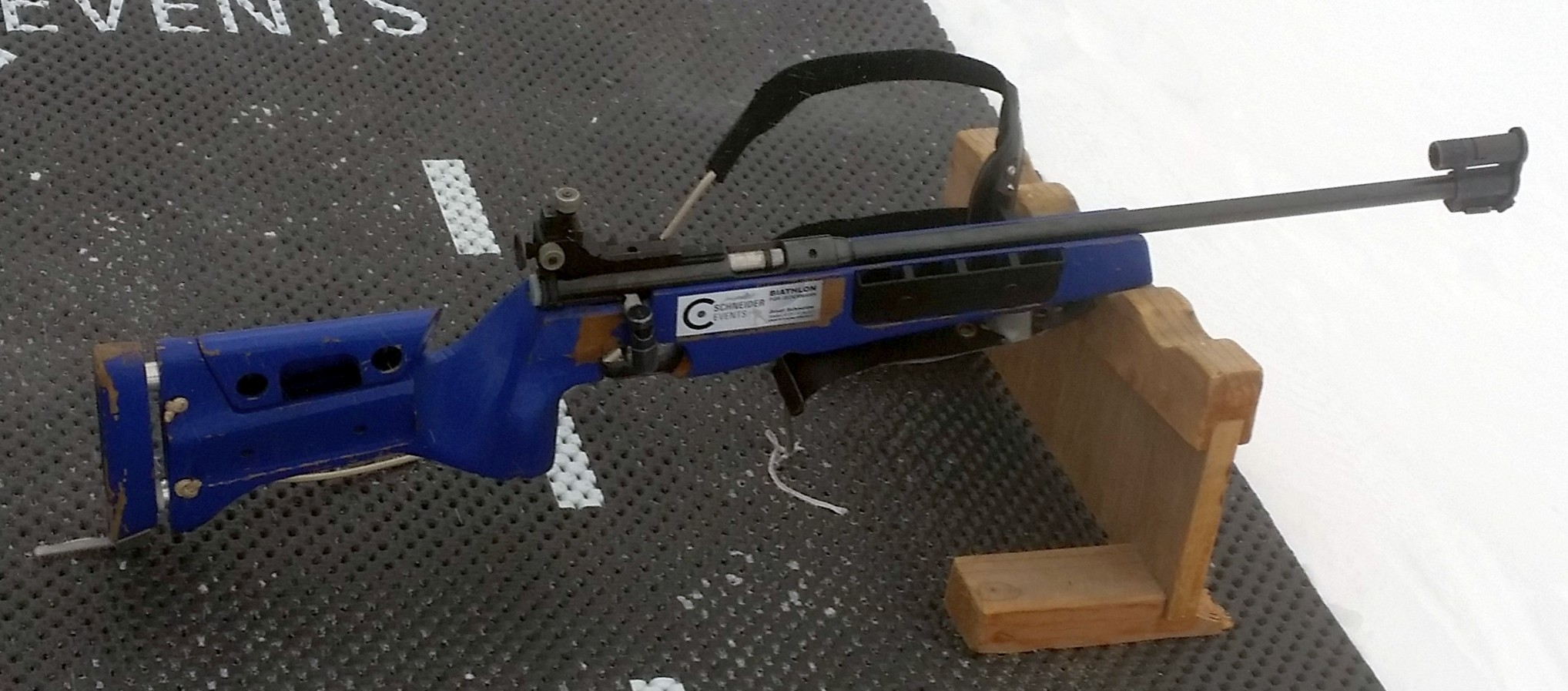
Biathlongewehr Anschütz 1827F

Ein Biathlongewehr ist ein Kleinkalibergewehr, das im Biathlonsport verwendet wird. Biathlongewehre sind Mehrladegewehre mit individuell angepasster Sportschäftung, einem Tragesystem und Dioptervisierung.

## Geschichte

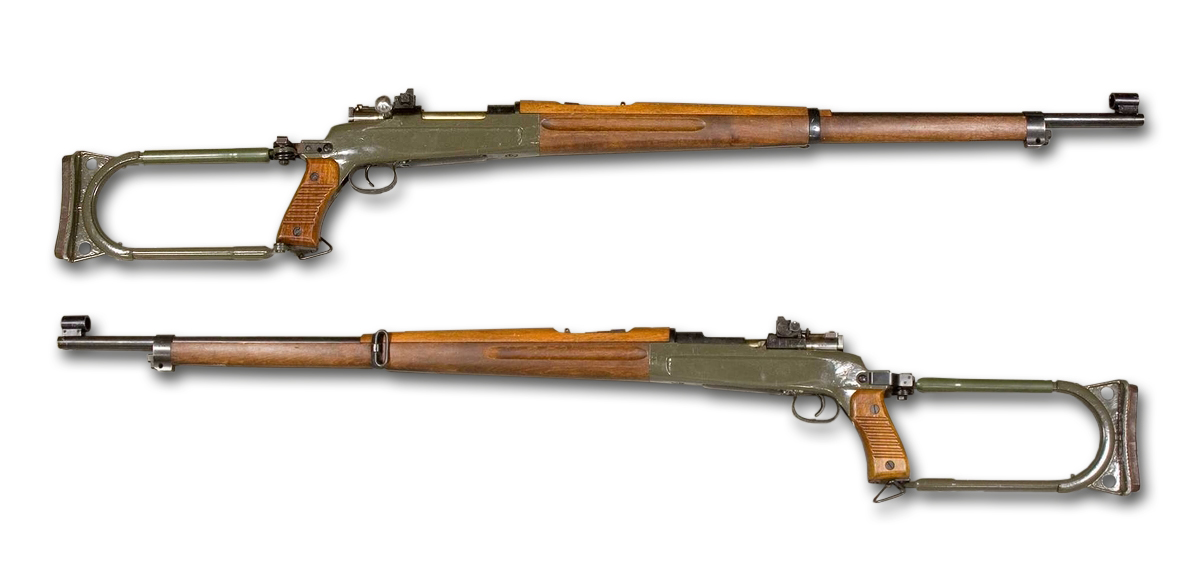
Frühe Version eines Biathlongewehrs auf Basis des ehemaligen schwedischen Ordonanzgewehrs Carl Gustaf M/96

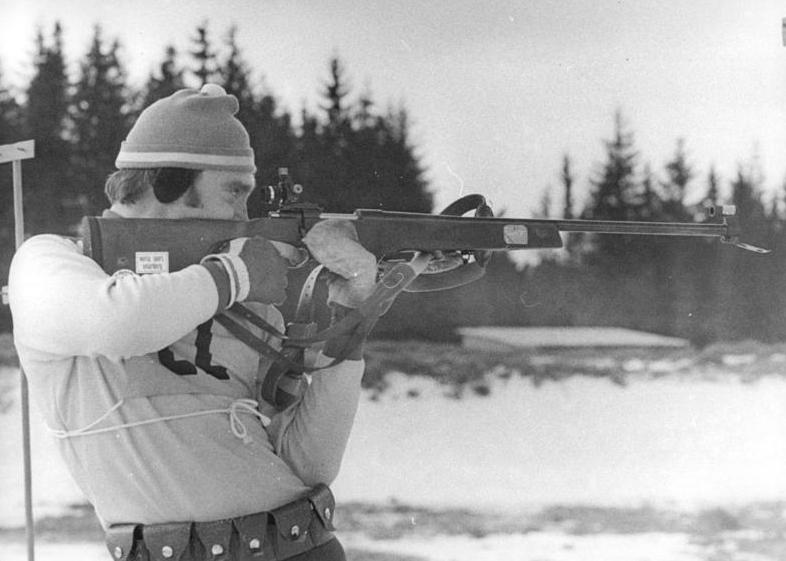
Karl-Heinz Wolf bei den DDR-Meisterschaften 1976, noch mit dem Großkalibergewehr

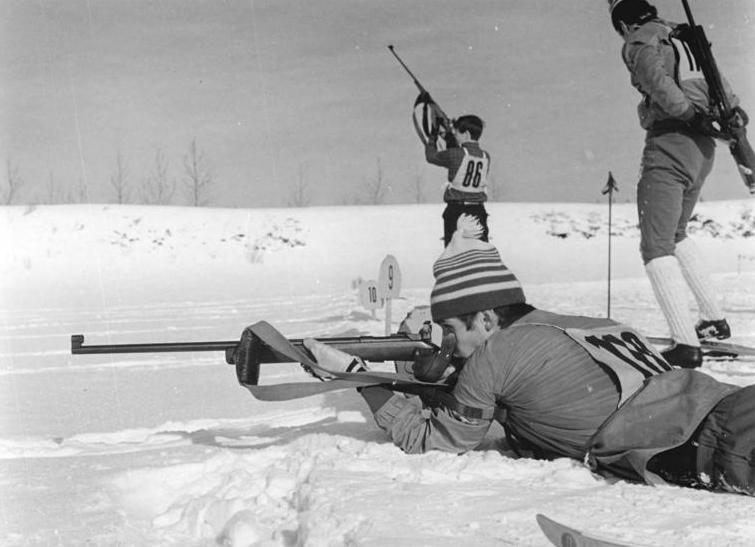
Liegendschießen, Jugend, 1970

Die Ursprünge des Biathlons liegen in der Militärpatrouille, einem Wettkampf der Skisoldaten. Dementsprechend wurden die jeweiligen Ordonnanzgewehre als Waffen verwendet. Nach dem Ende des Zweiten Weltkriegs wurde der Sport entmilitarisiert, und 1954 erkannte das IOC Biathlon als eigenständige Sportart an. Geschossen wurde immer noch mit Militärwaffen, die jedoch zunehmend zu Wettkampfwaffen umgebaut wurden. Die Distanzen in einem Wettkampf betrugen 100, 150, 200 und 250 Meter. Im Jahr 1959 starteten die sowjetischen Athleten mit dem auf dem Mosin-Nagant basierenden Bi-59, dem ersten speziell für den Biathlonsport entworfenen Gewehr. Die Schweden verwendeten ab 1963 das CG 63S. 1963 wurde als einheitliches Kaliber das Maß 6,5 Millimeter festgelegt. 1966 wurde statt der unterschiedlichen Zielentfernungen eine Distanz von 150 Meter für alle vier Schießübungen eingeführt.

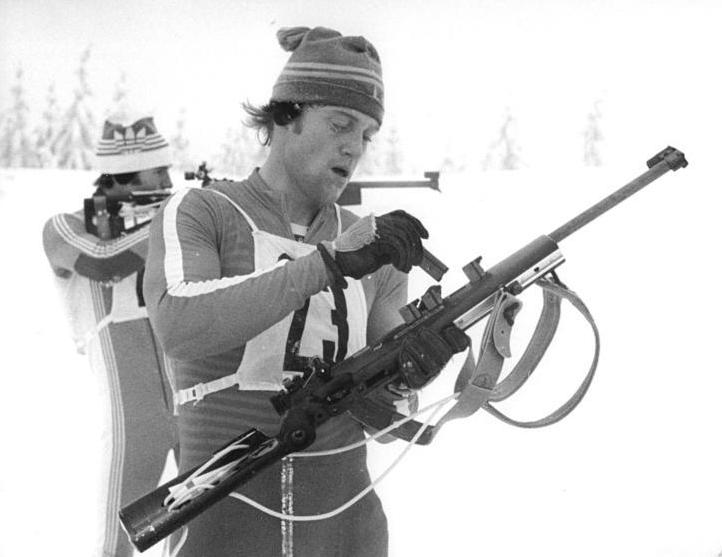
Klaus Siebert 1978, Kleinkalibergewehr mit hebelübersetztem Verschluss und einfachem Tragesystem

Im Jahr 1978 wurde einheitlich das Kleinkaliber 5,6 × 15 mm R (andere Bezeichnungen: .22 lfB oder .22 lR), einhergehend mit einer Verkürzung der Schussdistanz auf 50 Meter, eingeführt. Alle Biathlonwaffen sind seither Mehrlader in diesem Kaliber.

## Munition
Die Munition hat das Kaliber .22lfb Das Geschoss darf eine Mündungsgeschwindigkeit (v0) von 360 m/s nicht überschreiten und seine Masse muss zwischen 2,55 und 2,75 Gramm liegen.

## Technik

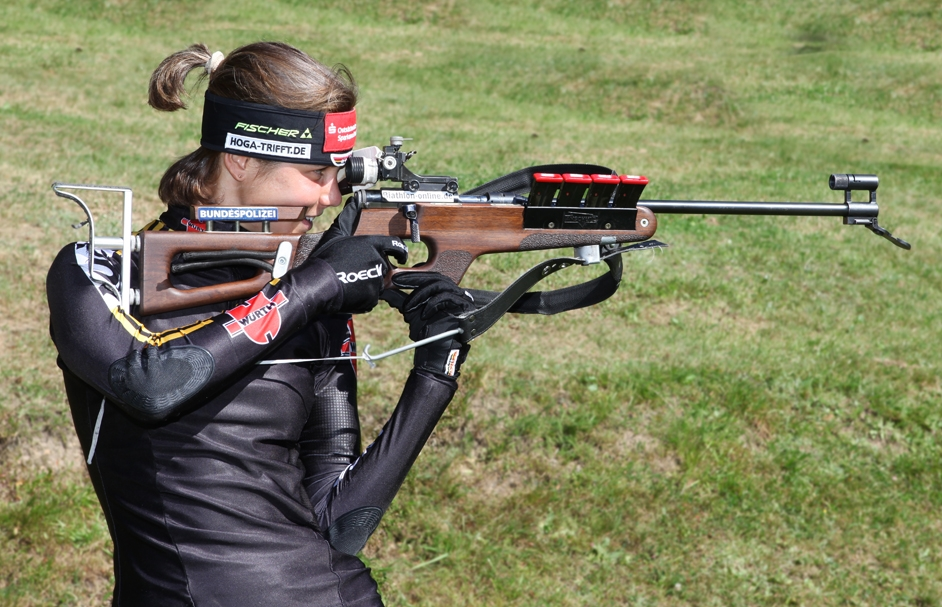
Tina Bachmann mit einem Anschütz-Gewehr

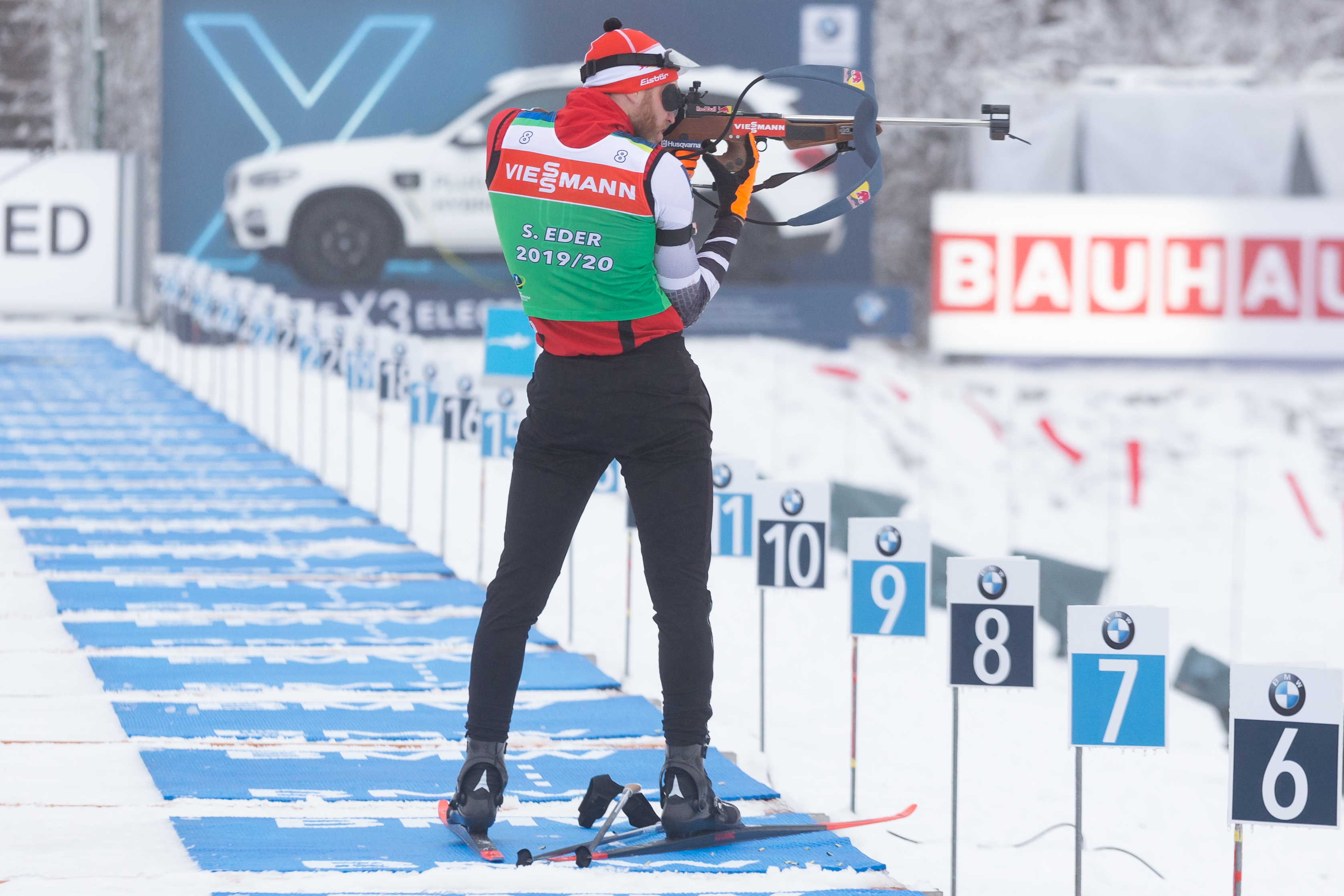
Linksschütze Simon Eder im stehenden Anschlag

Heutige Biathlongewehre sind Mehrladegewehre im Kaliber 5,6 × 15 mm R. Selbstladegewehre sind nicht erlaubt.  Das Gewicht der Waffen darf zwischen 3,5 und 7,5 Kilogramm liegen. Eine manuelle Sicherung gibt es nicht. Biathlongewehre gibt es in Rechts- und – spiegelverkehrt gebaut – in Linkshänderausführung.

### Lauf
Die Lauflänge ist, ebenso wie die Gesamtlänge der Waffen, nicht limitiert. Daher werden die Läufe auf die Leistungen der Munition optimiert, wodurch sich in der Praxis eine mehr oder weniger einheitliche Lauflänge etabliert hat.
Anschütz dreht und bohrt seine Läufe aus einem Stück Metall, während die Läufe des russischen Herstellers Ischmasch kaltgehämmert werden.

### Verschluss
Waren die ersten Kleinkaliberbiathlongewehre ebenso wie ihre großkalibrigen Vorgänger noch mit Kammerverschlüssen ausgestattet, so wurde seitens der Athleten schon früh nach Wegen gesucht, die Nachladezeit unter Einhaltung des Reglements auf das absolut notwendige Minimum zu reduzieren. Dazu wurden Geradzugverschlüsse konstruiert, zunächst in Finnland und der Sowjetunion, die mit einer Hebelübersetzung arbeiteten.
Gebräuchlich sind in den letzten 20 Jahren nur noch drei Systeme gewesen:
- Suhler Unterlader oder Pistolengriffrepetierer

In Suhl wurde 1979 ein Unterlader (oder Pistolengriffrepetierer) entwickelt, bei dem mit einer Bewegung des Pistolengriffs der Verschluss bewegt wurde. Dieses System orientiert sich am Modell Henry. Anstelle des schwenkbaren Abzugsbügels wurde dieses Gewehr aber über den beweglichen Pistolengriff am Schaft repetiert, wodurch die Hand während des Nachladens am Griff bleiben kann. Der Vorteil dieser Konstruktion liegt darin, dass der Schütze den Zeigefinger nicht vom Abzug nehmen musste und sich nicht umstellen muss zwischen einem Gefühl für 500 g Abzugsgewicht und einem Zugmasse von 2500 g um den Verschluss zu bewegen. Der Nachteil am System ist, dass durch die Pumpbewegung am Griff enorme Bewegung in der Waffe entstehen kann. Sven Fischer nutzte dieses System ausschließlich und war in den 2000er Jahren der letzte Biathlet im internationalen Spitzensport der dieses System verwendete.
- Ischmash B7 Geradezugrepetierer

Ischmash konstruierte bereits in den 1970er-Jahren einen Geradezugverschluss, auf dessen Grundlage alle späteren Verschlüsse aufbauten. Es handelt sich hierbei ebenfalls um einen Kniegelenkverschluss nach dem System Henry, der jedoch seitwärtig verbaut ist und einen Hebel besitzt der mit dem Zeigefinger gezogen wird. Dieses System gilt als äußerst robust und hat nur selten Fehlfunktionen. Dennoch bringt dieses Verschlusssystem mehr Unruhe in die Waffe als das Fortnersystem da es einen höheren Kraftaufwand benötigt, um den Verschluss zu öffnen. Nach wie vor findet es noch vereinzelt Anwendung bei russischen, osteuropäischen und asiatischen Biathleten. Jedoch verwendeten die Deutschen Frank Luck und Kati Wilhelm dieses System bis zum Karriereende 2010.
- Fortnerverschluss oder auch Fortner/Anschützsystem

Büchsenmacher Peter Fortner aus Geiging konstruierte nach den Winterspielen von Sarajevo 1984 auf Anregung von Peter Angerer, den er über einen Bekannten kennengelernt hatte einen Geradezugverschluss ohne Hebelübersetzung. Angerer hatte sich beklagt, dass die westdeutschen Athleten kein entsprechendes Gewehr mit einem Geradezug zur Verfügung hätten und den Ostblockathleten auch deshalb im Schießen weit unterlegen seien.
Fortner entwickelte einen Verschluss der auf dem Prinzip eines Rollenverschlusses basierte. Fortner selbst berichtet, er habe den Verschluss bereits fertig konstruiert gehabt und ging davon aus, dass man um den Verschluss zu öffnen den Kammerstengel mit dem Zeigefinger nach hinten schiebt und mit dem Daumen nach vorne. Als Angerer bereits auf dem Weg zu ihm in die Werkstatt war kam ihm jedoch der Gedanke den hinteren Teil des Verschlusses zu verlängern. Somit kann man den Verschluss mit dem Zeigefinger am Kammerstengel öffnen und führt den Verschluss mit dem Daumen auf dem Verschlussende wieder nach vorne. Der Daumen bleibt während des gesamten Vorgangs auf der Position, auf der er auch während des Schießens sitzt. Somit hat dieses System den Vorteil, dass eine minimale Bewegung durch den Zeigefinger erforderlich ist und dieser während des Verschlussvorgangs bereits wieder in Schießposition gebracht werden kann. Der Fortnerverschluss verriegelt mit 6 radial angeordneten Kugeln, die beim Schließen des Verschlusses nach außen gedrückt werden und so einen Formschluss zwischen Verschluss und Laufhülse herstellen. Sämtliche Bewegungen des Systems erfolgen parallel zur Laufrichtung und das Öffnen erfordert weit weniger Kraft als beispielsweise beim Izmash System. Peter Fortners Verschluss wird hin und wieder auch als Anschütz-System bezeichnet, da seine Firma ausschließlich mit dem Ulmer Waffenhersteller J. G. Anschütz zusammenarbeitet, die Lauf und Abzugseinheit produzieren. Dieses System setzte sich nach und nach weltweit durch; aktuell (2018) verwenden über 95 Prozent aller Biathleten bei internationalen Wettkämpfen dieses System.

### Abzug
Der Abzug muss von einem Abzugsbügel umgeben sein, der Mindestabzugswiderstand beträgt 0,5 Kilogramm (ca. 5 N). Innerhalb dieses Wertes werden die Abzüge in Bezug auf Weg und Druckpunkt individuell an die Athleten angepasst.

### Magazin
Die Magazinkapazität ist auf 5 Patronen limitiert. Es werden ausschließlich einreihige Stangenmagazine verwendet, obwohl die Bauart nicht reglementiert ist. Für die Staffelwettbewerbe dürfen pro Schießen 3 Reservepatronen mitgeführt werden, entweder in einem Extramagazin oder anderswo an der Waffe. In der Praxis werden die Reservepatronen einzeln in entsprechenden Bohrungen im Schaft mitgeführt, die Position der Bohrungen ist von Athlet zu Athlet verschieden.

### Visierung
Vergrößernde Optiken sind nicht erlaubt, lediglich Optiken zur Korrektur bei verminderter Sehfähigkeit gleichsam eines integrierten Brillenglases finden erlaubt Anwendung. Wie bei den meisten Sportwaffen hat sich auch im Biathlon die geschlossene Dioptervisierung durchgesetzt, da damit die besten Trefferbilder erzielt werden. Klappen an der Vorderseite von Diopter und Korntunnel schützen während des Langlaufens vor dem Eindringen von Schneeflocken oder Regentropfen, welche die Visierlinie blockieren könnten. Die Verwendung der Klappen ist freigestellt, regnet oder schneit es nicht, schließen die meisten Athleten diese während des Rennens nie. Manche Athleten schließen die Klappen aus Gewohnheit immer, obwohl dies z. B. nach dem letzten Schießen auch bei schlechtem Wetter keinen Vorteil mehr bringt.

### Schaft
Die Schäfte der Waffen werden sowohl in Form als auch im Aussehen individuell an die Athleten angepasst, hierbei spielen auch persönliche Vorlieben eine Rolle. Weitere Vorschriften des Reglements sind: der Abstand zwischen der Laufachse und der Unterseite des Vorderschaftes einschließlich Magazin und Abzugsbügel darf 140 Millimeter nicht überschreiten, die Wangenauflage darf nicht stärker als 40 Millimeter sein, Klappschäfte sind verboten. An der Unterseite des Vorderschaftes ist der Schießriemen befestigt, der beim Liegendschießen verwendet wird, um das Gewicht des Gewehres in den Oberarm umzuleiten und dabei gleichzeitig den Unterarm zu entlasten.

### Tragesystem

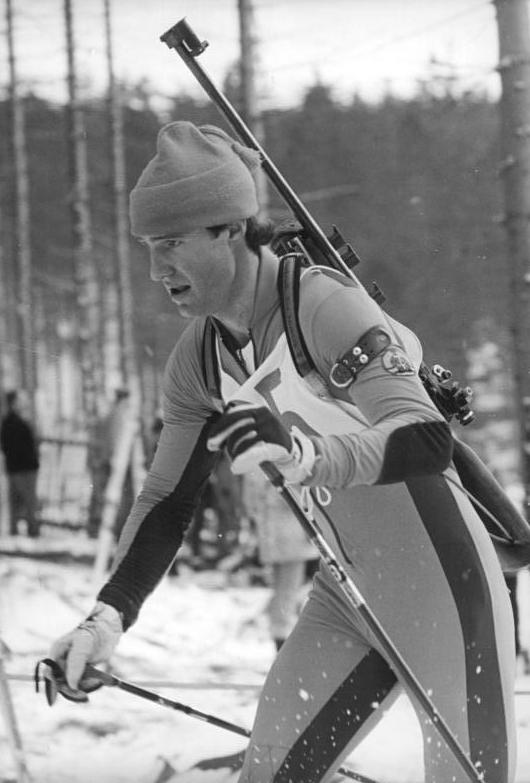
Frank Ullrich bei den DDR-Meisterschaften 1982, am linken Oberarm die Befestigung des Schießriemens.

Die Gewehre werden während der Laufrunde von den Athleten auf dem Rücken getragen, die Laufmündung muss dabei nach oben zeigen. Durch rucksackähnliche Tragegurte wird das Gewehr senkrecht gestellt; die Tragegurte dürfen 40 Millimeter Breite nicht überschreiten. Die Tragesysteme werden immer ausgeklügelter; seit etwa zehn Jahren hat sich ein teilgepolstertes System mit starren Abstandshaltern zwischen den Befestigungspunkten am Schaft und den Gurten durchgesetzt. Das Tragesystem sitzt seitlich am Gewehr, auf der der Verschlussbetätigung abgewandten Seite – bei Rechtshändern also links.